# 스뱌토슬라프 3세 (블라디미르 대공)

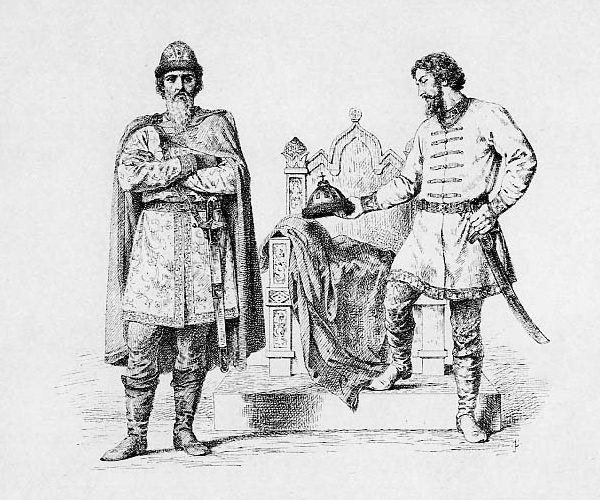

스뱌토슬라프 3세(러시아어: Святослав III Всеволодович 스뱌토슬라프 프세볼로도비치[*], 1196년 3월 27일 ~ 1252년 2월 3일)는 블라디미르 대공국의 대공(재위: 1246년 ~ 1248년)이다. 류리크 왕조 출신이다.

## 생애
프세볼로트 3세 대공과 그의 아내인 마리아 시바르노브나(Maria Shvarnovna)의 여섯째 아들로 태어났다. 1200년부터 1205년까지, 1207년부터 1210년까지 노브고로드(벨리키노브고로드) 공작을 역임했다.
1230년부터 1234년까지 유리예프폴스키에 성 게오르기우스 대성당을 건립했다. 1246년 야로슬라프 2세의 뒤를 이어 블라디미르 대공으로 즉위했다. 1248년 미하일 호로브리트가 스뱌토슬라프 3세를 몰아내고 블라디미르 대공으로 즉위하면서 유리예프폴스키로 추방당했다.
| 전임 야로슬라프 2세 | 블라디미르 대공 1246년 ~ 1248년 | 후임 미하일 호로브리트 |